# Mercado de Sanlúcar de Barrameda

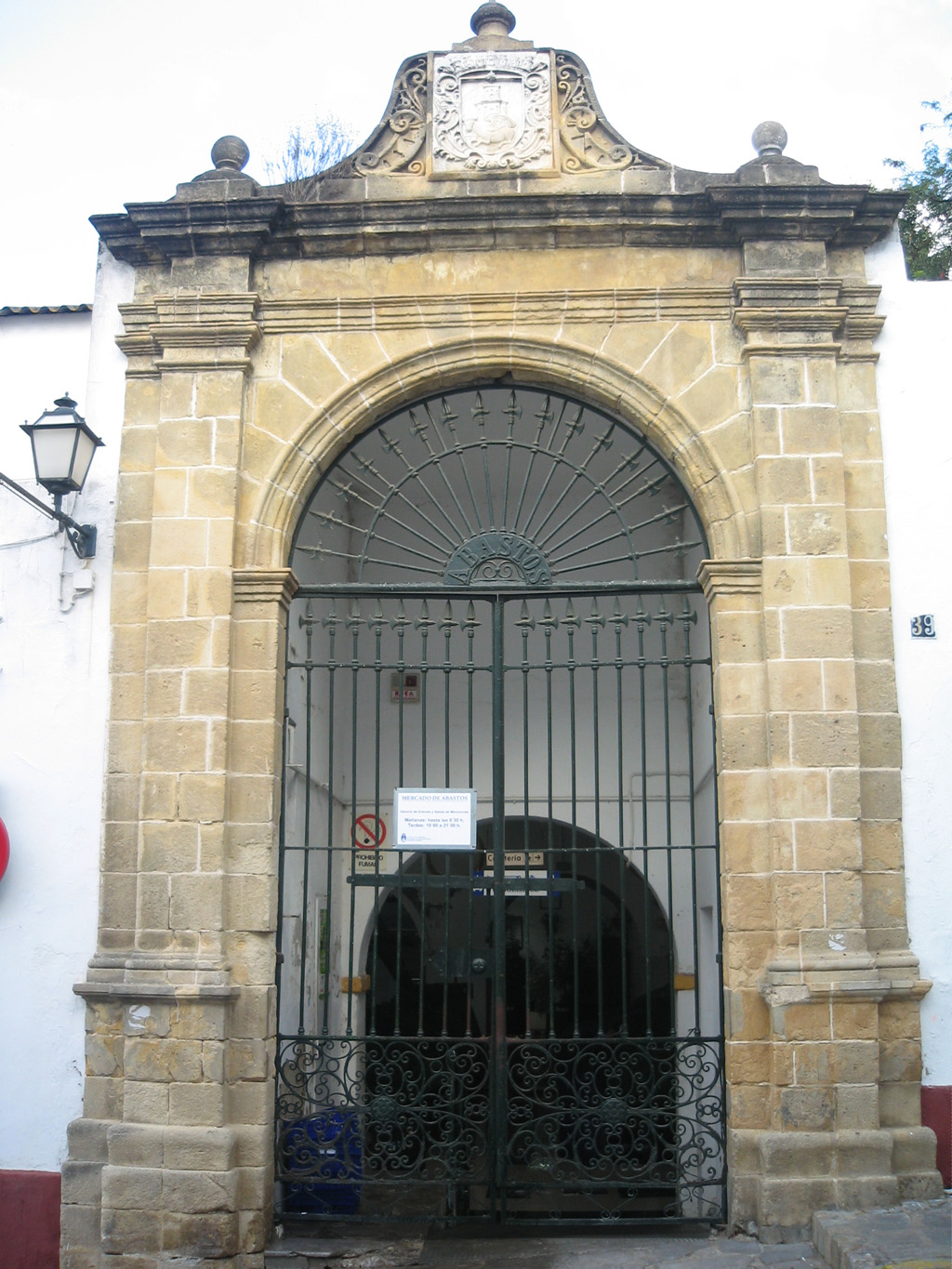
Portada del mercado.

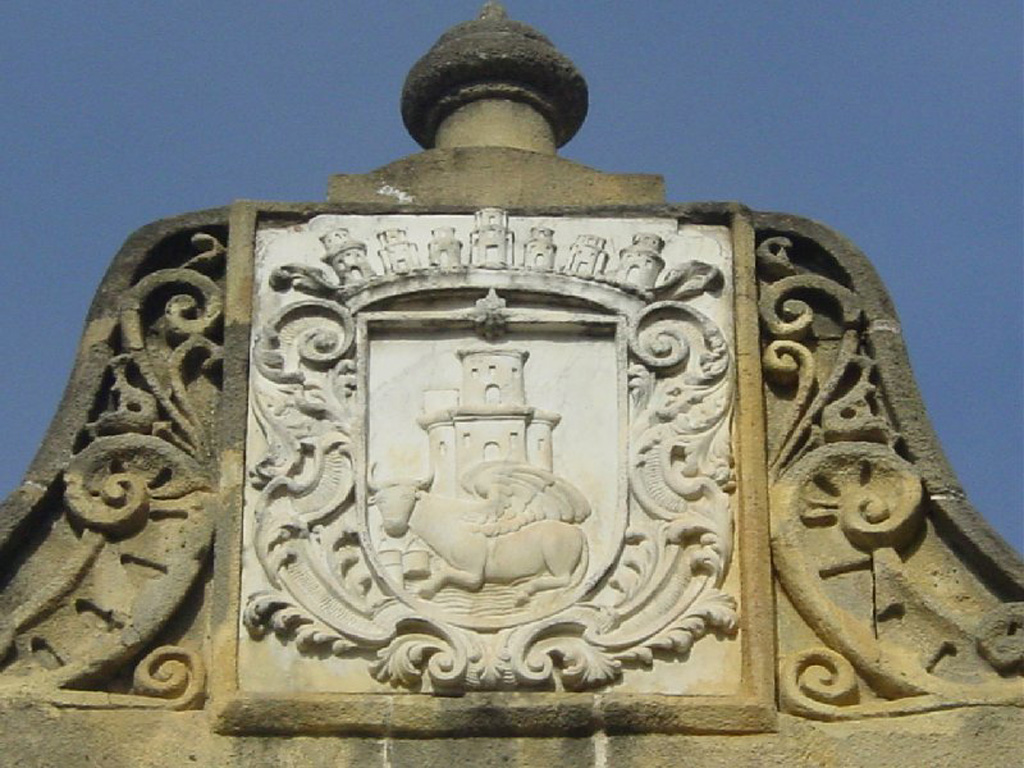
Escudo de Sanlúcar de Barrameda sobre una puerta del mercado.

El Mercado o Plaza de Abastos de Sanlúcar de Barrameda es un edificio y entorno urbano situado en dicho municipio español de la provincia de Cádiz, en Andalucía.  Se encuentra en el corazón de la zona comercial del Conjunto Histórico de Sanlúcar de Barrameda, declarado como tal en 1973, que fue distrito comercial de la ciudad desde la Baja Edad Media, con lugares dedicados al comercio como las Tiendas de las Sierpes, la calle Bretones, la calle del Truco, la Alcaicería, la calle Ancha de los Mesones y la Plaza de la Ribera.
Se trata de un edificio municipal que ocupa una superficie de 1392 m², construido en el siglo XVIII y reformado en el XIX y XX. Fue proyectado en 1736, cuando el Ayuntamiento de Sanlúcar compró dos solares en la calle Bretones, para construir un edificio donde reunir las carnicerías que estaban dispersas por la ciudad y donde se vendieran frutas, verduras y todo tipo de comestibles. El duque de Medina Sidonia contribuyó cediendo un trozo de su jardín.
El proyecto fue aprobado en Madrid el 5 de enero de 1743 por Real Provisión. Las obras finalizaron en 1744 y el mercado se estrenó bajo el nombre de “Plaza de San Lucas” el 17 de octubre, víspera de la festividad del patrón del municipio. En la lápida conmemorativa de la inauguración se puede leer:

1744. Reinando la Católica Majestad del Rey Nuestro Señor Don Felipe V: Siendo Gobernador de lo Político y Militar de esta plaza el brigadier don Salvador José Roldán y Villalta, esta novilísima ciudad atenta al mayor beneficio de su pueblo, hizo edificar estas oficinas, fijando su dirección a la aceptación y conducta de sus diputados don Francisco Lucas de Ledesma, del Consejo de S. M. caballero de la Orden de Calatrava; don José García Poedo y don Félix Martínez de Espinosa, regidores perpetuos de ella, y se concluyeron el año de 1744.

El edificio original era de planta cuadrangular. En el interior de tres de sus lados tenía arcadas cubiertas, donde se situaban los puestos de venta. Tenía una zona cubierta y otra zona al aire libre. Tenía tres puertas, una en la calle Bretones, otra en la calle Trascuesta y la principal en la antigua plaza de Belén, que estaba entre el mercado y el Palacio de los duques de Medina Sidonia, en el lugar de la antigua calle Jardines, que comunicaba la Cuesta de Belén con la calle Trascuesta.
En 1882 se amplió el edificio ocupando la plaza de Belén y pasando a ser de planta rectangular. La antigua entrada principal se suprimió y se trasladó a la calle Bretones la monumental portada de piedra rematada con el escudo de Sanlúcar. Asimismo se colocó una cancela de hierro en la puerta de la calle Trascuesta.
Entre 1937 y 1939 se hizo una gran reforma en la que se conservó la estructura exterior de fachadas almenadas, las portadas y las arcadas del interior. Sin embargo se suprimieron las dependencias interiores y se unificó el espacio en una sola nave. Se elevó la altura del edificio, lo que permitió la apertura de una serie de ventanas en la parte alta de los muros, y se cubrió por completo con una armadura de hierro, revestido con planchas de zinc y uralita.
En el interior se reorganizó el espacio, situado en el centro de la nave una isla con dos filas de puestos, rodeada por una calle perimetral a la que abren los demás puestos situados bajo las arcadas de los muros. En 1940 fue reinaugurado.

## Actualidad
En 2009, tanto el Ayuntamiento como la Junta de Andalucía deciden la realización de un nuevo y polémico proyecto de mercado, con el que se pretende destruir el actual, conservando tan sólo la portada dieciochesca de piedra, a modo de arco de triunfo exento, y construir uno moderno con forma de "paralelepípedo blanco minimalista". En opinión del arquitecto Pablo Álvarez Funes, este nuevo proyecto es defendido por "un sector de la población que, en un alarde chovinista, defiende cualquier propuesta moderna por considerar que la prosperidad de una ciudad viene de la mano de la adopción de formas que le son completamente ajenas y que en el mejor de los casos sólo sirven de monumento a la audacia y profesionalidad del arquitecto."
Con la ejecución de este proyecto, según el "Aula para la defensa del Patrimonio Histórico Gerión" y numerosos ciudadanos, se contravendría la legalidad vivente, puesto que "el Mercado también está incluido dentro del entorno protegido del Bien de Interés Cultural de Las Covachas, según la Resolución de 7 de noviembre de 2005. Esta protección del entorno de las Covachas se completa con la protección del entorno del Palacio Municipal, quedando así toda la zona protegida. En tal sentido, cabe señalar que todos los bienes inmuebles incluidos en un entorno protegido tienen la misma consideración que el Bien principal, y por tanto le afectan las mismas exigencias que marca la legislación de Patrimonio Histórico". Igualmente se rompería, desde el punto de vista antropológico, vivencial, social y turístico un enclave básico para el conocimiento de la Historia de sanlúcar de Barrameda.